# Petros Persakis
Petros Persakis (n. 1879, Atena, Regatul Greciei – d. 1952) a fost un gimnast artistic ce a reprezentat Grecia, medaliat olimpic. A participat la o ediție a Jocurilor Olimpice (1896) în care a câștigat o medalie de argint și o medalie de bronz.

## Participări
Lista de mai jos prezintă principalele competiții la care a participat Petros Persakis de-a lungul carierei.
- Gimnastică la Jocurile Olimpice de vară din 1896 - Inele